# Nati nel 1993/Agosto
| Questa pagina contiene informazioni ricavate automaticamente dalle voci biografiche con l'ausilio del template Bio e di un bot. L'aggiornamento è periodico e automatico e ricostruisce completamente la pagina. Se manca una persona in questa lista, sei pregato di non aggiungerla, ma accertati piuttosto che la sua voce biografica contenga il template Bio e che i dati anagrafici siano correttamente compilati. Se il template Bio manca, inseriscilo tu stesso o, in alternativa, metti l'avviso {{tmp\|Bio}} che ne segnala la mancanza. Se i dati riportati sono sbagliati, correggi direttamente la voce biografica; le modifiche saranno visibili in questa lista entro pochi giorni. Per chiarimenti vedi il progetto biografie. La lista contiene solo le 457 persone che sono citate nell'enciclopedia e per le quali è stato implementato correttamente il template Bio. Pagina aggiornata al 18 ago 2025. |

- 1º agosto - Álex Abrines, ex cestista spagnolo
- 1º agosto - Treston Decoud, giocatore di football americano statunitense
- 1º agosto - Mariano Díaz Mejía, calciatore dominicano
- 1º agosto - Sam Feldt, disc jockey e produttore discografico olandese
- 1º agosto - Saleh Gomaa, calciatore egiziano
- 1º agosto - Álex Gorrín, calciatore spagnolo
- 1º agosto - Giovanni Korte, calciatore olandese
- 1º agosto - Vlad Morar, calciatore rumeno
- 1º agosto - Demi Schuurs, tennista olandese
- 1º agosto - Anže Semenič, ex saltatore con gli sci sloveno
- 1º agosto - Vincenzo Spadavecchia, pallavolista italiano
- 1º agosto - Leon Thomas III, cantautore, produttore discografico e attore statunitense
- 1º agosto - Baškim Velija, calciatore macedone
- 1º agosto - Filip Vlajić, ex giocatore di football americano e allenatore di football americano serbo
- 2 agosto - Cassidy Gifford, attrice statunitense
- 2 agosto - Jordan Lucas, giocatore di football americano statunitense
- 2 agosto - Cornelia Mooswalder, cantante austriaca
- 2 agosto - Felipe Mora, calciatore cileno
- 2 agosto - Pablo Pérez Rodríguez, calciatore spagnolo
- 2 agosto - Gabe York, cestista statunitense
- 2 agosto - Jaromír Zmrhal, calciatore ceco
- 3 agosto - Andrea Arcangeli, attore italiano
- 3 agosto - Tez Cadey, disc jockey, produttore discografico e paroliere statunitense
- 3 agosto - Norville Carey, cestista anglo-verginiano
- 3 agosto - Eva Fabian, nuotatrice statunitense
- 3 agosto - Raphael Gaspardo, cestista italiano
- 3 agosto - Anthony Jackson-Hamel, ex calciatore canadese
- 3 agosto - Malte Jakschik, canottiere tedesco
- 3 agosto - Yurina Kumai, cantante giapponese
- 3 agosto - Tom Liebscher, canoista tedesco
- 3 agosto - Alex Matthews, rugbista a 15 britannica
- 3 agosto - Naz Mitrou-Long, cestista canadese
- 3 agosto - Malkolm Nilsson Säfqvist, calciatore svedese
- 3 agosto - Matty Pearson, calciatore inglese
- 3 agosto - Maximilian Planer, canottiere tedesco
- 3 agosto - Matteo Politano, calciatore italiano
- 3 agosto - Thomas Rawls, giocatore di football americano statunitense
- 3 agosto - Vinícius Santos Silva, calciatore brasiliano
- 3 agosto - Anna Schell, lottatrice tedesca
- 3 agosto - Alfredo Sepúlveda, ostacolista cileno
- 3 agosto - Fabian Sporkslede, ex calciatore olandese
- 3 agosto - Kaspars Vecvagars, ex cestista e allenatore di pallacanestro lettone
- 3 agosto - Maharu Yoshimura, tennistavolista giapponese
- 4 agosto - Saido Berahino, calciatore burundese
- 4 agosto - Ray Borg, artista marziale misto statunitense
- 4 agosto - James Bradberry, giocatore di football americano statunitense
- 4 agosto - Juston Burris, giocatore di football americano statunitense
- 4 agosto - Giovanni Di Lorenzo, calciatore italiano
- 4 agosto - Cyesha Goree, cestista statunitense
- 4 agosto - Han Song-hyok, calciatore nordcoreano
- 4 agosto - Sam Hidalgo-Clyne, rugbista a 15 britannico
- 4 agosto - Nathanaël Hmaen, calciatore francese
- 4 agosto - Gonzalo Iglesias, cestista uruguaiano
- 4 agosto - Stefan Janković, cestista serbo
- 4 agosto - Serge Leuko, calciatore camerunese
- 4 agosto - Simen Spieler Nilsen, pattinatore di velocità su ghiaccio norvegese
- 4 agosto - Jakov Puljić, calciatore croato
- 4 agosto - Eric Thompson, cestista statunitense
- 4 agosto - Obrad Tomić, cestista bosniaco
- 5 agosto - Yanara Aedo, calciatrice cilena
- 5 agosto - Vüqar Bəybalayev, ex calciatore azero
- 5 agosto - Kimberley Cazeau, calciatrice francese
- 5 agosto - Vakhtang Chanturishvili, calciatore georgiano
- 5 agosto - Giovanni Coccoluto, velista italiano
- 5 agosto - Matt Costello, cestista statunitense
- 5 agosto - Angelo Crescenzo, karateka italiano
- 5 agosto - Edafe Egbedi, calciatore nigeriano
- 5 agosto - Archford Gutu, calciatore zimbabwese
- 5 agosto - Sebastián Henao, ex ciclista su strada colombiano
- 5 agosto - Heo Ung, cestista sudcoreano
- 5 agosto - Sverrir Ingason, calciatore islandese
- 5 agosto - Manjrekar James, calciatore dominicense
- 5 agosto - Anna Köhler, bobbista tedesca
- 5 agosto - Shasiri Nahimana, calciatore burundese
- 5 agosto - Joshua Perkins, giocatore di football americano statunitense
- 5 agosto - Jozo Rados, cestista austriaco
- 5 agosto - Tommi Siirilä, pallavolista finlandese
- 5 agosto - Lorenzo Sommariva, snowboarder italiano
- 5 agosto - Martrell Spaight, giocatore di football americano statunitense
- 5 agosto - Nathaniel Wood, artista marziale misto inglese
- 5 agosto - Suzuka Ōgo, attrice giapponese
- 6 agosto - Felipe Curcio, calciatore brasiliano
- 6 agosto - Kaori Ishihara, doppiatrice e cantante giapponese
- 6 agosto - Yasuki Kimoto, calciatore giapponese
- 6 agosto - Yaeji, cantante, disc jockey e produttrice discografica statunitense
- 6 agosto - Lena Malkus, lunghista tedesca
- 6 agosto - Tre Mason, giocatore di football americano statunitense
- 6 agosto - Charlotte McKinney, attrice e modella statunitense
- 6 agosto - Donte Moncrief, giocatore di football americano statunitense
- 6 agosto - Thapelo Morena, calciatore sudafricano
- 6 agosto - Iñigo Ruiz de Galarreta, calciatore spagnolo
- 6 agosto - Təmkin Xəlilzadə, ex calciatore azero
- 6 agosto - Amin Younes, calciatore tedesco
- 6 agosto - Özge Yurtdagülen, pallavolista turca
- 6 agosto - Denis Zacharov, cestista russo
- 7 agosto - Jaylen Babb-Harrison, cestista canadese
- 7 agosto - Diana Cabrera, cestista argentina
- 7 agosto - Erika Campesi, giocatrice di calcio a 5 e ex calciatrice italiana
- 7 agosto - Mprouno Chalkiadakīs, calciatore brasiliano
- 7 agosto - Karapet Chalyan, lottatore armeno
- 7 agosto - René Dedič, calciatore slovacco
- 7 agosto - Anton Ewald, cantante e ballerino svedese
- 7 agosto - Francesca Eastwood, attrice, personaggio televisivo e socialite statunitense
- 7 agosto - Maximilian Hofmann, calciatore austriaco
- 7 agosto - David Hovorka, ex calciatore ceco
- 7 agosto - Patrick Jacobsen, pilota motociclistico statunitense
- 7 agosto - Dorra Mahfoudhi, astista tunisina
- 7 agosto - Domagoj Samac, cestista croato
- 7 agosto - Velimir Stjepanović, nuotatore serbo
- 7 agosto - Ricky Tarrant, cestista statunitense
- 7 agosto - Karol Zalewski, velocista polacco
- 8 agosto - Reza Atri, lottatore iraniano
- 8 agosto - Khalid Aucho, calciatore ugandese
- 8 agosto - Julien Bègue, calciatore francese
- 8 agosto - Blake Countess, giocatore di football americano statunitense
- 8 agosto - Roman Debelko, ex calciatore ucraino
- 8 agosto - Daniel Graovac, calciatore bosniaco
- 8 agosto - Inters Gui, calciatore ivoriano
- 8 agosto - Devery Jacobs, attrice canadese
- 8 agosto - Kim In-kyu, pugile sudcoreano
- 8 agosto - Atuheire Kipson, calciatore ugandese
- 8 agosto - Florian Lapis, calciatore francese
- 8 agosto - Vilma Alina, cantante finlandese
- 8 agosto - Emilie Enger Mehl, giurista e politica norvegese
- 8 agosto - Chidi Okezie, velocista nigeriano
- 8 agosto - Andrea Pusateri, paraciclista e triatleta italiano
- 8 agosto - Jessie Rogers, attrice pornografica brasiliana
- 8 agosto - Sanja Vučić, cantante serba
- 9 agosto - Nabil Aankour, calciatore marocchino
- 9 agosto - Egor Baburin, calciatore russo
- 9 agosto - Ezequiel Bonacorso, calciatore argentino
- 9 agosto - Oualid El Hasni, calciatore francese
- 9 agosto - Rydel Lynch, cantante, musicista e youtuber statunitense
- 9 agosto - Alexa Grasso, artista marziale mista messicana
- 9 agosto - Kenneth Houdret, calciatore belga
- 9 agosto - Vitalij Kaliničenko, saltatore con gli sci e ex combinatista nordico ucraino
- 9 agosto - Dipa Karmakar, ginnasta indiana
- 9 agosto - Pritam Kotal, calciatore indiano
- 9 agosto - Aslan Lappinagov, judoka russo
- 9 agosto - Jordan Lefort, calciatore francese
- 9 agosto - Madison Mahaffey, ex pallavolista statunitense
- 9 agosto - Elvis Manu, calciatore olandese
- 9 agosto - Pavle Reljić, cestista serbo
- 9 agosto - Juan Carlos Ribas, pallavolista e giocatore di beach volley portoricano
- 9 agosto - Panagiōtīs Samilidīs, nuotatore greco
- 9 agosto - Sampa the Great, rapper e cantautrice zambiana
- 10 agosto - Valerio Crezzini, arbitro di calcio italiano
- 10 agosto - Andre Drummond, cestista statunitense
- 10 agosto - Sondre Turvoll Fossli, fondista norvegese
- 10 agosto - Aleksej Gorodovoj, calciatore russo
- 10 agosto - Isidora Jiménez, velocista cilena
- 10 agosto - Milan Lutonský, calciatore ceco
- 10 agosto - Deolin Mekoa, calciatore sudafricano
- 10 agosto - Christian Moses, calciatore sierraleonese
- 10 agosto - Yūto Nakajima, attore, cantante e ballerino giapponese
- 10 agosto - Tarik Phillip, cestista statunitense
- 10 agosto - Lars Røttingsnes, giocatore di calcio a 5 e calciatore norvegese
- 10 agosto - Cayman Togashi, calciatore giapponese
- 10 agosto - Wang Ruei, calciatore taiwanese
- 11 agosto - Kevin Bua, calciatore svizzero
- 11 agosto - Cecilio Domínguez, calciatore paraguaiano
- 11 agosto - Ença Fati, calciatore guineense
- 11 agosto - Pius Grabher, calciatore austriaco
- 11 agosto - Alireza Jahanbakhsh, calciatore iraniano
- 11 agosto - Bheu Januário, calciatore mozambicano
- 11 agosto - Viktorija Kesar, tuffatrice ucraina
- 11 agosto - Valerij Kučerov, calciatore ucraino
- 11 agosto - Joshiro Maruyama, ex judoka giapponese
- 11 agosto - Fredrik Midtsjø, calciatore norvegese
- 11 agosto - Peter Muduhwa, calciatore zimbabwese
- 11 agosto - Stella Panella, ex cestista italiana
- 11 agosto - Juan Rosa, pallavolista portoricano
- 11 agosto - Philip Sparrdal Mantilla, ex calciatore svedese
- 11 agosto - Alyson Stoner, attrice, ballerina e cantante statunitense
- 11 agosto - Andrew Whittington, allenatore di tennis e ex tennista australiano
- 11 agosto - Tomáš Zahradníček, calciatore ceco
- 11 agosto - Hikari Ōkubo, pilota motociclistico giapponese
- 12 agosto - Rafael Alba, taekwondoka cubano
- 12 agosto - Rodrigo Alborno, calciatore paraguaiano
- 12 agosto - Julen Amezqueta, ciclista su strada spagnolo
- 12 agosto - Filipe Augusto, calciatore brasiliano
- 12 agosto - Max Crocombe, calciatore neozelandese
- 12 agosto - Giulia De Ascentis, ex nuotatrice italiana
- 12 agosto - Igor' Dudarev, ex calciatore russo
- 12 agosto - Ewa Farna, cantante ceca
- 12 agosto - Ekaterina Fedorenkova, cestista russa
- 12 agosto - Imani Hakim, attrice statunitense
- 12 agosto - Rafael Jiménez Jarque, calciatore spagnolo
- 12 agosto - James Kelly, cestista statunitense
- 12 agosto - Jaŭhen Klapocki, ex calciatore bielorusso
- 12 agosto - Nathaniel Lammons, tennista statunitense
- 12 agosto - Alexander Megos, arrampicatore tedesco
- 12 agosto - John Miller, giocatore di football americano statunitense
- 12 agosto - Martin Nörl, snowboarder tedesco
- 12 agosto - Luna, cantante, attrice e ballerina sudcoreana
- 12 agosto - Mathieu Vernice, arbitro di calcio francese
- 13 agosto - Alan Aguirre, calciatore argentino
- 13 agosto - Kevin Cordes, nuotatore statunitense
- 13 agosto - Tamara Dronova-Balabolina, ciclista su strada e pistard russa
- 13 agosto - Jonas Folger, pilota motociclistico tedesco
- 13 agosto - Johnny Gaudreau, hockeista su ghiaccio statunitense († 2024)
- 13 agosto - Artur Gačinskij, ex pattinatore artistico su ghiaccio russo
- 13 agosto - Kira Grünberg, politica e ex astista austriaca
- 13 agosto - Kamil' Ibragimov, schermidore russo
- 13 agosto - Gianni Manfrin, calciatore italiano
- 13 agosto - Freya Mavor, attrice e modella britannica
- 13 agosto - Samir Memišević, calciatore bosniaco
- 13 agosto - Luca Pacioni, ex ciclista su strada italiano
- 13 agosto - Nijat Rahimov, sollevatore azero
- 13 agosto - Viktor Rašović, pallanuotista serbo
- 13 agosto - Mouhamadou-Naby Sarr, calciatore francese
- 13 agosto - Kumi Yokoyama, calciatore giapponese
- 13 agosto - Yoon Bo-mi, cantante e attrice sudcoreana
- 13 agosto - Andreas Žampa, sciatore alpino slovacco
- 13 agosto - Đặng Văn Lâm, calciatore vietnamita
- 14 agosto - Andrei Artean, calciatore rumeno
- 14 agosto - Luca Bittante, calciatore italiano
- 14 agosto - Deon Bush, giocatore di football americano statunitense
- 14 agosto - Ram Elias-Pour, cestista israeliano
- 14 agosto - D'Angelo Harrison, cestista statunitense
- 14 agosto - Santino Kenyi, mezzofondista sudsudanese
- 14 agosto - Aaron Kovar, ex calciatore statunitense
- 14 agosto - Guga Palavandishvili, calciatore georgiano
- 14 agosto - Maja Savić, pallavolista serba
- 14 agosto - Andrea Stella, scacchista italiano
- 14 agosto - André Teixeira, calciatore portoghese
- 14 agosto - Boris Varga, calciatore serbo
- 15 agosto - Diana Chelaru, ginnasta rumena
- 15 agosto - Francesco Di Fulvio, pallanuotista italiano
- 15 agosto - Dominique Heintz, calciatore tedesco
- 15 agosto - Lee Seul-chan, calciatore sudcoreano
- 15 agosto - Juan Ignacio Londero, tennista argentino
- 15 agosto - J.D. McKissic, giocatore di football americano statunitense
- 15 agosto - Redvan Memešev, calciatore ucraino
- 15 agosto - Danielle Morrow, attrice statunitense
- 15 agosto - Clinton N'Jie, calciatore camerunese
- 15 agosto - Nam Ji-sung, tennista sudcoreano
- 15 agosto - Natacha Ngoye Akamabi, velocista congolese (Repubblica del Congo)
- 15 agosto - Sevara Nishanbayeva, judoka kazaka
- 15 agosto - Alex Oxlade-Chamberlain, calciatore inglese
- 15 agosto - Nicolai Poulsen, calciatore danese
- 15 agosto - Shahida Raza, calciatrice e hockeista su prato pakistana († 2023)
- 15 agosto - Thomas Schubert, attore austriaco
- 15 agosto - Viktor Sheen, rapper kazako
- 15 agosto - Roland Thalmann, ciclista su strada svizzero
- 15 agosto - Robert Täht, pallavolista estone
- 15 agosto - Vicky Wright, giocatrice di curling scozzese
- 16 agosto - Abdulla Abatsiyev, ex calciatore azero
- 16 agosto - Ameer Abdullah, giocatore di football americano statunitense
- 16 agosto - Katrin Beierl, bobbista austriaca
- 16 agosto - Renato César, calciatore uruguaiano
- 16 agosto - Jake Fisher, giocatore di football americano statunitense
- 16 agosto - Trey Flowers, giocatore di football americano statunitense
- 16 agosto - Erik Godoy, calciatore argentino
- 16 agosto - Kento Hashimoto, calciatore giapponese
- 16 agosto - Ceren Koç, attrice turca
- 16 agosto - Diego Llorente, calciatore spagnolo
- 16 agosto - Tre Madden, giocatore di football americano statunitense
- 16 agosto - Cameron Monaghan, attore e modello statunitense
- 16 agosto - Friedel Morgenstern, doppiatrice e attrice tedesca
- 16 agosto - Stephen Mozia, pesista nigeriano
- 16 agosto - Reuben Noble-Lazarus, ex calciatore inglese
- 16 agosto - Stéphan Raheriharimanana, ex calciatore malgascio
- 16 agosto - Rodrigo Costa, giocatore di beach soccer brasiliano
- 16 agosto - Victoria Swarovski, cantante pop e conduttrice televisiva austriaca
- 16 agosto - Fabrizio Tavano, calciatore messicano
- 16 agosto - Joe Thomasson, cestista statunitense
- 16 agosto - Taylor Washington, calciatore statunitense
- 17 agosto - Nidhhi Agerwal, attrice indiana
- 17 agosto - Cristian Albu, calciatore rumeno
- 17 agosto - Kevin Byard, giocatore di football americano statunitense
- 17 agosto - Rodrigo Caio, ex calciatore brasiliano
- 17 agosto - Ederson Moraes, calciatore brasiliano
- 17 agosto - Emmanuel Eseme, velocista camerunese
- 17 agosto - Martin Foltýn, calciatore ceco
- 17 agosto - Johannes Geis, calciatore tedesco
- 17 agosto - Mary Gu, cantante russa
- 17 agosto - Fabian Herbers, calciatore tedesco
- 17 agosto - Darrell Hill, pesista statunitense
- 17 agosto - Otar Javashvili, calciatore georgiano
- 17 agosto - Martin Krameš, calciatore ceco
- 17 agosto - Lee Kwang-hyun, schermidore sudcoreano
- 17 agosto - Petra Nováková, fondista ceca
- 17 agosto - Tiago Rodrigues, hockeista su pista portoghese
- 17 agosto - Sarah Sjöström, nuotatrice svedese
- 17 agosto - Diyorbek Urozboev, judoka uzbeko
- 17 agosto - Xie Zhenye, velocista cinese
- 17 agosto - Yoo Seung-ho, attore sudcoreano
- 18 agosto - Nikola Antonijević, pallavolista statunitense
- 18 agosto - Denys Balan, calciatore ucraino
- 18 agosto - Joey Belterman, calciatore olandese
- 18 agosto - Michael Carey, ex cestista bahamense
- 18 agosto - Willie Cauley-Stein, cestista statunitense
- 18 agosto - Cinta Laura, cantautrice, ballerina e attrice tedesca
- 18 agosto - Rubén Díez, calciatore spagnolo
- 18 agosto - José Fajardo, calciatore panamense
- 18 agosto - Riki Harakawa, calciatore giapponese
- 18 agosto - Jung Eun-ji, cantante e attrice sudcoreana
- 18 agosto - Maia Mitchell, attrice australiana
- 18 agosto - George Moncur, calciatore inglese
- 18 agosto - Sergio Pettis, artista marziale misto statunitense
- 18 agosto - Yonatthan Rak, calciatore uruguaiano
- 19 agosto - Vladislav Arventii, taekwondoka moldavo
- 19 agosto - Kristoffer Barmen, calciatore norvegese
- 19 agosto - Evan Boehm, giocatore di football americano statunitense
- 19 agosto - Garry Buckley, calciatore irlandese
- 19 agosto - Nik Tendo, rapper ceco
- 19 agosto - Andrea Coronica, ex cestista italiano
- 19 agosto - Zakaria Haddouche, calciatore algerino
- 19 agosto - Joana Jiménez García, nuotatrice artistica messicana
- 19 agosto - Kenan Kodro, calciatore bosniaco
- 19 agosto - Jarlín Quintero, calciatore colombiano
- 19 agosto - Alan Ruiz, calciatore argentino
- 19 agosto - James Webb, cestista statunitense
- 19 agosto - Ryan Westley, canoista britannico
- 20 agosto - John Banda, calciatore malawiano
- 20 agosto - Ding Yanyuhang, cestista cinese
- 20 agosto - Tsubasa Endō, ex calciatore giapponese
- 20 agosto - Kevin Itabel, ex calciatore argentino
- 20 agosto - Mario Jelavić, calciatore croato
- 20 agosto - Anouska Koster, ciclista su strada olandese
- 20 agosto - Darko Lemajić, calciatore serbo
- 20 agosto - Adrián Ortolá, calciatore spagnolo
- 20 agosto - Ri Il-jin, calciatore nordcoreano
- 20 agosto - Motasem Sabbou, calciatore libico
- 20 agosto - Javier Salas, calciatore messicano
- 20 agosto - Danny Shelton, giocatore di football americano statunitense
- 20 agosto - Håvard Solås Taugbøl, fondista norvegese
- 20 agosto - Abraham Tedros, calciatore eritreo
- 20 agosto - Svenja Würth, combinatista nordica e ex saltatrice con gli sci tedesca
- 21 agosto - Jocelynn Birks, pallavolista statunitense
- 21 agosto - Millie Bright, calciatrice inglese
- 21 agosto - Michael Covea, calciatore venezuelano
- 21 agosto - Mike Evans, giocatore di football americano statunitense
- 21 agosto - Derek Fisher, giocatore di baseball statunitense
- 21 agosto - Bjarke Jacobsen, calciatore danese
- 21 agosto - Alexandros Kouros, calciatore greco
- 21 agosto - Halil Pehlivan, calciatore turco
- 21 agosto - Katin Reinhardt, ex cestista statunitense
- 21 agosto - Tony Rocha, calciatore statunitense
- 21 agosto - Austin Seferian-Jenkins, giocatore di football americano statunitense
- 21 agosto - Wilfried Zahibo, calciatore francese
- 22 agosto - Trevone Boykin, giocatore di football americano statunitense
- 22 agosto - Laura Dahlmeier, biatleta e alpinista tedesca († 2025)
- 22 agosto - Michele Fornasier, calciatore italiano
- 22 agosto - Alpha Jalloh, giocatore di football americano sierraleonese
- 22 agosto - Ibrahim Mahudhee, calciatore maldiviano
- 22 agosto - Zach Muscat, calciatore maltese
- 22 agosto - Aleksandar Paločević, calciatore serbo
- 22 agosto - Ruben Rampazzo, ex hockeista su ghiaccio italiano
- 22 agosto - Amanda Reason, nuotatrice canadese
- 22 agosto - Walid Sedik Mohamed, pugile egiziano
- 22 agosto - Anthonique Strachan, velocista bahamense
- 23 agosto - Sebastián Cristóforo, calciatore uruguaiano
- 23 agosto - Tyler Glasnow, giocatore di baseball statunitense
- 23 agosto - August Grey, wrestler statunitense
- 23 agosto - Henrique Roberto Rafael, calciatore brasiliano
- 23 agosto - Arutjun Kivirjai, cosmonauta russo
- 23 agosto - Junior Lokosa, calciatore nigeriano
- 23 agosto - Iván López Mendoza, ex calciatore spagnolo
- 23 agosto - Winnie Nanyondo, mezzofondista ugandese
- 23 agosto - Roos de Jong, canottiera olandese
- 23 agosto - Ásta Eir Árnadóttir, calciatrice islandese
- 24 agosto - Apti Ach"jadov, ex calciatore russo
- 24 agosto - Miguel Barbieri, calciatore argentino
- 24 agosto - Riley Dixon, giocatore di football americano statunitense
- 24 agosto - Hayden Hurst, giocatore di football americano statunitense
- 24 agosto - Marcus Johansson, ex calciatore svedese
- 24 agosto - Björn Jopek, calciatore tedesco
- 24 agosto - Aoi Koga, attrice e doppiatrice giapponese
- 24 agosto - Owusu-Ansah Kontor, ex calciatore ghanese
- 24 agosto - Austin P. McKenzie, attore e cantante statunitense
- 24 agosto - Alejandro Montiel, ex calciatore argentino
- 24 agosto - Allen Robinson, giocatore di football americano statunitense
- 24 agosto - Maryna Zanevs'ka, ex tennista ucraina
- 25 agosto - Diego Barney, giocatore di calcio a 5 colombiano
- 25 agosto - Walter Bou, calciatore argentino
- 25 agosto - Florin Croitoru, ex sollevatore rumeno
- 25 agosto - Büşra Develi, attrice turca
- 25 agosto - Terrell Harris, cestista statunitense
- 25 agosto - Numa Lavanchy, calciatore svizzero
- 25 agosto - Luis Alberto López, calciatore messicano
- 25 agosto - Bartosz Nowak, calciatore polacco
- 25 agosto - Kyle Russell, pallavolista statunitense
- 25 agosto - Georgia Williams, dirigente sportiva, ex ciclista su strada e pistard neozelandese
- 26 agosto - Sodiq Atanda, calciatore nigeriano
- 26 agosto - Clemens Erlsbacher, ex giocatore di football americano austriaco
- 26 agosto - Valber Huerta, calciatore cileno
- 26 agosto - Jean Kleyn, rugbista a 15 sudafricano
- 26 agosto - Artëm Kulišev, calciatore russo
- 26 agosto - Marko Livaja, calciatore croato
- 26 agosto - Shonn Miller, cestista statunitense
- 26 agosto - Keke Palmer, attrice, cantante e conduttrice televisiva statunitense
- 26 agosto - Drillionaire, produttore discografico, disc jockey e ex calciatore italiano
- 26 agosto - Jevhenij Volynec', calciatore ucraino
- 26 agosto - Aleksandr Zaruckij, calciatore kazako
- 27 agosto - Brittany Armstrong, attrice statunitense
- 27 agosto - Adama Ba, calciatore mauritano
- 27 agosto - Andrea Giovannini, pattinatore di velocità su ghiaccio italiano
- 27 agosto - Ol'ga Gorbunova, pallanuotista russa
- 27 agosto - David Henry, calciatore santaluciano
- 27 agosto - Vjačeslavs Isajevs, calciatore lettone
- 27 agosto - Anish Khem, calciatore figiano
- 27 agosto - Olivier Le Gac, ciclista su strada francese
- 27 agosto - Quách Công Lịch, velocista e ostacolista vietnamita
- 27 agosto - Or Solomon, ex cestista israeliano
- 27 agosto - Ryan Sommer, bobbista e ex discobolo canadese
- 27 agosto - Kevin Stöger, calciatore austriaco
- 27 agosto - Federica Testa, ex danzatrice su ghiaccio italiana
- 27 agosto - Josip Čondrić, calciatore croato
- 28 agosto - Sora Amamiya, doppiatrice e cantante giapponese
- 28 agosto - Jamal Arago, calciatore ghanese
- 28 agosto - Trevor Bates, giocatore di football americano statunitense
- 28 agosto - Oliver Berg, calciatore norvegese
- 28 agosto - Jalen Harvey, calciatore bermudiano
- 28 agosto - Abdelkarim Hassan, calciatore qatariota
- 28 agosto - Li Yunqi, nuotatore cinese
- 28 agosto - Shaq Mason, giocatore di football americano statunitense
- 28 agosto - Dennis Novak, tennista austriaco
- 28 agosto - Thibault Rossard, pallavolista francese
- 29 agosto - Gianluca Carpani, calciatore italiano
- 29 agosto - Cristiano da Silva Leite, calciatore brasiliano
- 29 agosto - Lucas Cruikshank, attore statunitense
- 29 agosto - Ališer Džalilov, calciatore russo
- 29 agosto - Yoav Gerafi, calciatore israeliano
- 29 agosto - Kalindi, calciatore brasiliano († 2022)
- 29 agosto - Jacopo Mosca, ciclista su strada italiano
- 29 agosto - Liam Payne, cantante britannico († 2024)
- 29 agosto - Mateusz Ponitka, cestista polacco
- 29 agosto - Jubal, calciatore brasiliano
- 29 agosto - María Schlegel, pallavolista spagnola
- 29 agosto - Frederic Vystavel, canottiere svedese
- 29 agosto - Yūya Yamagishi, calciatore giapponese
- 30 agosto - Melvin Adrien, calciatore francese
- 30 agosto - Miguel Aguilar, ex calciatore messicano
- 30 agosto - Paco Alcácer, calciatore spagnolo
- 30 agosto - Simone Andreetta, ex ciclista su strada italiano
- 30 agosto - Byron Bonilla, calciatore nicaraguense
- 30 agosto - Roberto Cid Subervi, tennista dominicano
- 30 agosto - Carlos Cisneros, calciatore messicano
- 30 agosto - Melissa Courtney-Bryant, mezzofondista britannica
- 30 agosto - Aleksej Denisenko, taekwondoka russo
- 30 agosto - Jadson, calciatore brasiliano
- 30 agosto - Saša Jovanović, ex calciatore serbo
- 30 agosto - Dorian Kërçiku, ex calciatore albanese
- 30 agosto - Yves Prigent, canoista francese
- 30 agosto - Facundo Rodríguez, calciatore uruguaiano
- 30 agosto - Eri Tōsaka, lottatrice giapponese
- 31 agosto - Yasmina Akrari, pallavolista italiana
- 31 agosto - Il'nur Al'šin, calciatore russo
- 31 agosto - Askia Booker, cestista statunitense
- 31 agosto - Rei Gōda, cestista giapponese
- 31 agosto - Jairo Henríquez, calciatore salvadoregno
- 31 agosto - Anna Karnauch, pallanuotista russa
- 31 agosto - Pablo Marí, calciatore spagnolo
- 31 agosto - Yannis Morin, cestista francese
- 31 agosto - Mohamed Zaghloul, lottatore egiziano